# Parti libéral-radical
Pour les articles homonymes, voir PLR.
Ne doit pas être confondu avec le Parti radical-libéral, ancien parti politique luxembourgeois.
Le Parti libéral-radical, appelé également PLR ou Les Libéraux-Radicaux (en allemand : Freisinnig-Demokratische Partei (FDP.Die Liberalen), en italien : Partito liberale-radicale svizzero (PLR. I Liberali), en romanche Partida liberaldemocrata svizra (PLD. Ils Liberals)), est un parti politique suisse qui prône une économie et une société libérales. 
Il est fondé en 2009 à la suite de la fusion de deux partis fondateurs de la Suisse moderne, le Parti libéral suisse (PLS) et le Parti radical-démocratique (PRD). Il compte donc parmi les plus jeunes partis de Suisse, mais il est aussi celui qui hérite de la plus longue histoire politique, avec 160 ans d'engagement.
Il détient 28 sièges au Conseil national sur 200, 11 au Conseil des États sur 46 et selon la formule magique 2 sur 7 au Conseil fédéral. Il est également le parti le plus représenté dans les exécutifs et législatifs des cantons et des communes,.

## Histoire
Le PLR est fondé en 2009, tirant ses racines des différents mouvements qui l’ont précédé. Tout d'abord l'Association nationale créée en 1835, puis l’Association patriotique suisse de 1872 et enfin la fraction parlementaire radicale-démocratique créée en 1878. Le Parti libéral suisse était lui principalement issu de l’Association fédérale, qui réunit les libéraux-conservateurs des cantons réformés en 1875. Les « Libéraux » créèrent en 1893 la fraction libérale-démocratique du Parlement, puis, en 1913, le Parti libéral suisse. Depuis le milieu du XIXe siècle, le PRD et le PLS ont porté l’État fédéral et les autorités cantonales et communales dans toutes les régions de Suisse. Le PRD a été présent au gouvernement fédéral sans interruption depuis 1848 et le PLR y est aujourd’hui encore représenté avec deux sièges sur les sept que compte le gouvernement fédéral. Le PLR plonge donc très profondément ses racines dans l’histoire politique de la Suisse.
Après de multiples baisses régulières de leur force électorale, le PRD et le PLS décident de créer le 25 juin 2005 l'Union libérale radicale, devant mettre en synergie les forces de la droite libérale. Après avoir formé un groupe parlementaire commun entre le PRD et le PLS à la suite des élections d'octobre 2007, les sections jeunesses et femmes des deux partis fusionnent en 2008. En septembre 2008, les délégués des deux partis respectifs décident de créer officiellement le PLR. Le 27 février 2009, les statuts sont officiellement approuvés et le parti est créé rétroactivement en date du 1er janvier 2009.

### Chronologie
- 1830 : Le mouvement de la Régénération[19] saisit la Suisse et pousse une dizaine de cantons à réviser leurs constitutions dans un sens libéral, consacrant les principes de la démocratie représentative, de la souveraineté populaire et de l’égalité entre villes et campagnes. On redécouvre l’apport de la République helvétique de 1798. La création de l’Association nationale (Nazionalverein), en 1835, marque une étape dans le processus de démocratisation de la vie politique, et d’unification du pays.
- 1840 - 1847 : Le libéralisme politique, puissant dans les cantons réformés et les plus industrialisés, se scinde en deux camps : les libéraux, attachés au fédéralisme et aux libertés individuelles et les radicaux, partisans d’un État fédéral fort, de l’affirmation des droits populaires et d’une nation suisse.
- 1848 : La défaite des sept cantons du Sonderbund ouvre la voie à l’adoption de la Constitution fédérale du 12 septembre 1848, qui pose les fondements de la Suisse moderne. Les Chambres fédérales et le Conseil fédéral sont dominés par les radicaux, qui détiennent aussi le pouvoir dans la plupart des cantons. Hégémonie qui durera jusqu’à la fin de la Première Guerre mondiale.

Le courant libéral-conservateur est représenté au Parlement par vingt à trente élus, provenant des cantons romands (Genève, Vaud, Neuchâtel) et, dans une moindre mesure, de cantons alémaniques (Bâle-Ville, Zurich, Grisons, Saint-Gall, Berne, etc.) Ce courant va perdurer durant la seconde moitié du XIXe siècle, avant de décliner dès 1900, notamment en Suisse alémanique.
- 1872 : Échec de la première révision constitutionnelle, à cause de l’opposition conjuguée des radicaux romands, notamment vaudois, des libéraux-conservateurs et des conservateurs-catholiques.

Les radicaux suisses, secoués par l’échec, créent l’Association patriotique suisse, en 1873, « un parti de masse, de type primitif » (Roland Ruffieux), qui rassemble la « grande famille radicale », die freisinnige Grossfamilie (Erich Gruner). Ce mouvement populaire, et le ralliement des radicaux romands, permet la révision totale de la Constitution du 19 avril 1874. L’Association patriotique suisse, le Volksverein, compte près de 100 000 membres, de toutes confessions et de tous milieux sociaux. Plus tard, l’élargissement des droits populaires (représentation proportionnelle dans les cantons, puis sur le plan fédéral, en 1919 ; inscription des droits de referendum et d’initiative) favorisera l’émergence des partis modernes.
- 1875 : Création de l’Association fédérale, de l’Eidgenössische Verein, qui réunit les libéraux-conservateurs des cantons réformés.
- 1878 : Création de la fraction parlementaire radicale-démocratique. Les liens restent lâches entre les élus nationaux. Ce n’est qu’en 1892 qu’un règlement interne est adopté, mais la maxime de la liberté de vote prévaut sur la discipline de groupe.
- 1891 : Élection d’un premier catholique-conservateur (Josef Zemp) au Conseil fédéral, jusqu’alors mono-colore. En 1918, un second conservateur-catholique (Jean-Marie Musy) entre au Gouvernement.
- 1893 : Création de la fraction libérale-démocratique, puis, en 1913, du parti libéral suisse.
- 1894 : Création à Olten du parti radical-démocratique suisse, suivie, en 1914, de l’ouverture d’un secrétariat national, à Berne. De nombreux éléments libéraux des cantons alémaniques rallient la nouvelle formation. En Suisse romande, la division entre deux courants persiste dans les cantons réformés. Dans les cantons catholiques, libéraux et radicaux font cause commune.
- 1896 : Création de la fraction « groupe de politique sociale », qui rassemble les éléments démocrates de la Suisse orientale surtout. Suivie, en 1911, de la formation d’un groupe démocrate. Au tournant du siècle, la « grande famille radicale » est ainsi éclatée en trois courants, d’importance inégale.
- 1917 : Élection au Conseil fédéral du libéral genevois Gustave Ador.
- 1918 : Premières élections au Conseil national à la proportionnelle : le PRD perd la majorité absolue.
- 1929 : Élection au Conseil fédéral du premier membre (Rudolf Minger) du parti paysan artisan et bourgeois (PAI-BGB).
- 1943 : Élection du premier socialiste (Ernst Nobs) au Conseil fédéral.
- 1959 : Naissance de la « formule magique » pour l’élection du Conseil fédéral (2 PRD-2 PS- 2 PCCS-1 PAI), grâce à l’alliance des socialistes et des conservateurs-chrétiens sociaux.
- 1961 : Création de l’Union libérale-démocratique de Suisse.
- 2003 : Formation d’un groupe parlementaire commun radical-libéral à l’Assemblée fédérale. 
  - Élection de deux membres de l’UDC au Conseil fédéral. Le PDC perd un siège.
- 2005 : Création de l’Union Libérale-Radicale (ULR).
- 2006 : Fusion des Partis radical et libéral dans le canton de Fribourg.
- 2008 : Fusion des Partis radical et libéral dans les cantons du Valais et de Neuchâtel. La création d’un nouveau parti sera décidée lors de l’Assemblée des délégués du PRD et du PLS du 25 octobre 2008. Radicaux et Libéraux décident de se rassembler dans un nouveau parti au niveau fédéral.
- 2009 : Le 1er janvier, la naissance du PLR. Les Libéraux-Radicaux est effective. Lors de l’Assemblée des délégués du PRD et du PLS du 28 février, la fusion sera confirmée juridiquement (décision unanime) et le contrat de fusion accepté. Les nouveaux statuts entrent en vigueur rétroactivement au 1er janvier.  
  - Élection du conseiller fédéral, Didier Burkhalter.
- 2010 : Élection du conseiller fédéral, Johann Schneider-Ammann
- 2011 : Fusion des partis radical et libéral dans le canton de Genève.
- 2012 : Fusion des partis radical et libéral dans le canton de Vaud.

## Orientation
Le PLR est un parti qui appartient « à la droite du centre » selon La Confédération en bref 2021. L'édition 2015 de la même publication le situe sur le flanc gauche de la droite. 
Il est identifié comme un parti du centre par l'Encyclopædia Britannica notamment,, ou comme un parti du centre-droit,,,,. 

### Objectifs
Il se présente comme un parti qui s'engage pour la responsabilité individuelle, la compétitivité, des finances publiques saines et dont la politique est fondée sur trois valeurs principales : liberté, cohésion et innovation,. 

### Membres et élus
Le PLR compte environ 130 000 membres dans tous les cantons et à l’étranger. Avec 14,3 % des voix aux élections fédérales 2023, le PLR est le troisième parti de Suisse.
Le PLR a deux représentants au Conseil fédéral, le gouvernement suisse qui compte sept membres : Ignazio Cassis, chef du Département fédéral des affaires étrangères (DFAE), et Karin Keller-Sutter, cheffe du Département fédéral des finances (DFF).
Avec 39 élus, il est, sans alliance, le 4e parti le plus fortement représenté au Parlement.

### Secrétariat général
Le secrétariat général est tout à la fois un état-major et un prestataire de service du parti libéral-radical suisse. Il apporte un soutien au parti et le groupe radical aux chambres fédérales dans la mise en œuvre des objectifs fixés dans les statuts et dans le programme du parti. 
Dans le domaine politique, il incombe au secrétariat général les lourdes charges suivantes : détecter de façon précoce les développements sociétaux, politiques, économiques et culturels; élaborer des idées, des papiers de position, des programmes et des supports destinés à toutes instances du parti suisse ; suivi des contacts avec le Conseil fédéral et l’administration ; conduite des campagnes électorales ; élaboration de prises de position et les communications, organisation des assises et autres séminaires. 
Le secrétariat général organise des séances et des réunions de tous les organes du parti, notamment le bureau directeur, la conférence des présidents, des délégués suisses, des secrétaires cantonaux ainsi que des comités. Il organise des conférences de presse, constitue des comités d’action, cherche des conférenciers, s’assure des bons contacts avec les médias et informe le public par le biais de ses médias (service de presse, Freisinn, les « pages de politique fédérales », les brochures, etc.) et tient le parti informé, en interne, de tout le travail qui y est réalisé. Les collaborateurs du secrétariat général soutiennent les organes du parti et les membres du groupe dans leur travail. Ils veillent à la meilleure intégration dans le parti des femmes, des travailleurs, des fonctionnaires, etc. 
La centrale garantit la collaboration entre toutes les commissions du parti, notamment du parti et du groupe, des partis cantonaux et des comités. Le secrétariat général représente le parti au sein des comités transpartites (par exemple en cas d’élections populaires), de l’Internationale libérale (IL) et du Parti de l'Alliance des libéraux et des démocrates pour l'Europe (ALDE). Il nourrit les contacts avec les organisations qui lui sont proches, comme celle des femmes du PLR, des jeunes libéraux-radicaux, du PLR international, de l’association PLR du service public, etc. Le secrétariat général soutient les partis cantonaux lors des élections par une série de services.

### Conseillers fédéraux
Les libéraux-radicaux ont fourni 69 conseillers fédéraux depuis 1848.
- 1848-1861 : Jonas Furrer
- 1848-1854 : Ulrich Ochsenbein
- 1848-1855 : Daniel-Henri Druey
- 1848-1855 : Josef Munzinger
- 1848-1857 : Stefano Franscini
- 1848-1866 : Friedrich Frey-Herosé
- 1848-1875 : Wilhelm K.Naeff
- 1855-1863 : Jakob Stämpfli
- 1855-1867 : Constant Fornerod
- 1855-1875 : Josef Martin Knüsel
- 1857-1864 : Giovanni Battista Pioda
- 1861-1872 : Jakob Dubs
- 1864-1895 : Karl Schenk
- 1864-1872 : J-J. Challet-Venel
- 1867-1891 : Emil Welti
- 1868-1869 : Victor Ruffy
- 1870-1875 : Paul Ceresole
- 1872-1878 : Johann Jakob Scherer
- 1873-1875 : Eugène Borel
- 1876-1878 : Joachim Heer
- 1876-1880 : Fridolin Anderwert
- 1876-1890 : Bernhard Hammer
- 1876-1892 : Numa Droz
- 1879-1883 : Simeon Bavier
- 1879-1888 : Wilhelm F. Hertenstein
- 1881-1893 : Louis Ruchonnet
- 1883-1912 : Adolf Deucher
- 1889-1902 : Walter Hauser
- 1891-1897 : Emil Frey
- 1893-1899 : Adrien Lachenal
- 1894-1899 : Eugène Ruffy
- 1895-1919 : Eduard Müller
- 1897-1911 : Ernst Brenner
- 1900-1912 : Robert Comtesse
- 1900-1912 : Marc Ruchet
- 1903-1917 : Ludwig Forrer
- 1911-1917 : Arthur Hoffmann
- 1912-1913 : Louis Perrier
- 1912-1919 : Camille Decoppet
- 1912-1935 : Edmund Schulthess
- 1913-1920 : Felix Calonder
- 1917-1919 : Gustave Ador (L)
- 1918-1929 : Robert Haab
- 1920-1929 : Karl Scheurer
- 1920-1928 : Ernest Chuard
- 1920-1934 : Heinrich Häberlin
- 1929-1944 : Marcel Pilet-Golaz
- 1930-1938 : Albert Meyer
- 1934-1940 : Johannes Baumann
- 1935-1940 : Hermann Obrecht
- 1939-1943 : Ernst Wetter
- 1940-1947 : Walther Stampfli
- 1941-1954 : Karl Kobelt
- 1945-1961 : Max Petitpierre
- 1948-1954 : Rodolphe Rubattel
- 1954-1959 : Hans Streuli
- 1955-1966 : Paul Chaudet
- 1961-1969 : Hans Schaffner
- 1967-1973 : Nello Celio
- 1970-1978 : Ernst Brugger
- 1974-1983 : Georges-André Chevallaz
- 1978-1982 : Fritz Honegger
- 1983-1984 : Rudolf Friedrich
- 1984-1998 : Jean-Pascal Delamuraz
- 1984-1989 : Elisabeth Kopp
- 1989-2003 : Kaspar Villiger
- 1998-2009 : Pascal Couchepin
- 2003-2010 : Hans-Rudolf Merz
- 2009-2017 : Didier Burkhalter
- 2010-2018 : Johann Schneider-Ammann
- depuis 2017 : Ignazio Cassis
- depuis 2019 : Karin Keller-Sutter

### Présidents
- 2009-2012 : Fulvio Pelli, Tessin
- 2012-2016 : Philipp Müller, Argovie
- 2016-2021 : Petra Gössi, Schwytz
- depuis 2021 : Thierry Burkart, Argovie

### Comité directeur
Membres élus par l’Assemblée des délégués
- Thierry Burkart, conseiller aux Etats (AG), président du PLR
- Philippe Nantermod, conseiller national (VS), vice-président
- Andrea Caroni, conseiller aux États (AR), vice-président
- Johanna Gapany, conseillère aux Etats (FR), vice-présidente
- Andri Silberschmidt, conseiller national (ZH), vice-président

Membres ex officio
- Damien Cottier, conseiller national (NE), président du groupe
- Daniela Schneeberger, conseillère nationale (BL), vice-présidente du groupe
- Hans Wicki, conseiller aux États (NW), vice-président du groupe
- Matthias Müller (ZH), président des jeunes libéraux-radicaux suisse
- Stefan Nünlist (SO), représentant des cantons
- Bertrand Reich (GE), représentant des cantons
- Daniel Seiler (ZH), président PLR Service Public
- Susanne Vincenz-Stauffacher, conseillère nationale (SG), présidente PLR Femmes
- Jon Fanzun (GR), secrétaire général

Autres membres
- Ignazio Cassis, conseiller fédéral (TI)
- Karin Keller-Sutter, conseillère fédérale (SG)

Assesseurs
- Philippe Bauer, conseiller aux États (NE)
- Alex Farinelli, conseiller national (TI)

## Résultats électoraux

### Élections au Conseil national

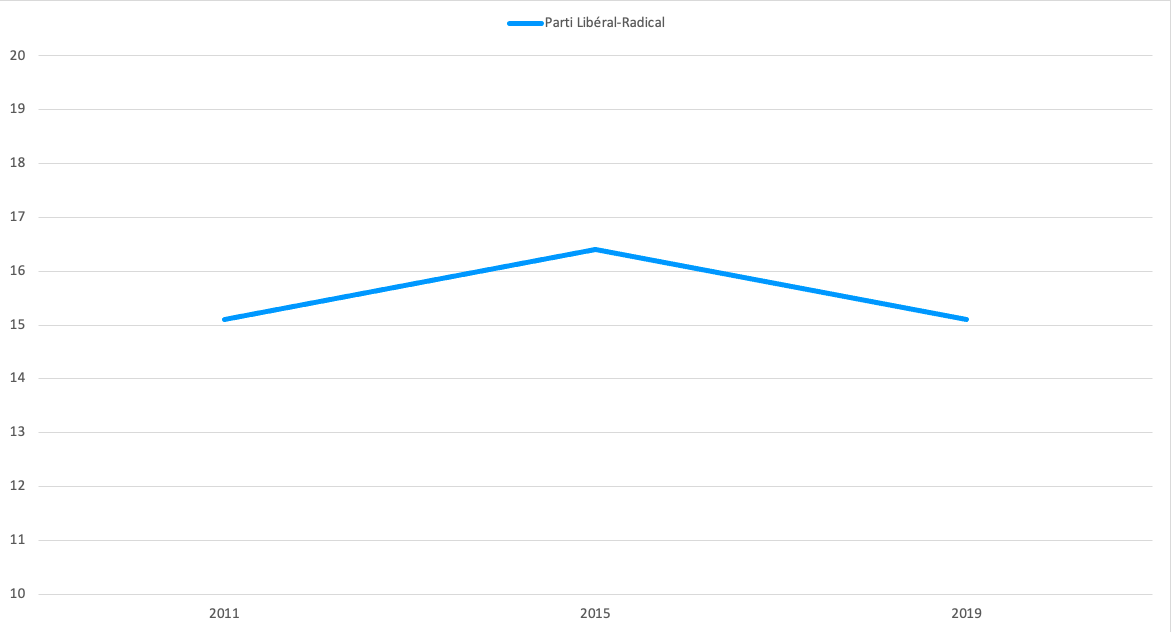
Évolution des résultats électoraux du Parti Libéral-Radical au Conseil National, de 2011 à 2019.

| Année | Votes   | Votes | Députés  | Rang |
| Année | Voix    | %     | Députés  | Rang |
| ----- | ------- | ----- | -------- | ---- |
| 2011  | 364 704 | 15,1  | 30 / 200 | 3e   |
| 2015  | 413 434 | 16,4  | 33 / 200 | 3e   |
| 2019  | 366 303 | 15,1  | 29 / 200 | 3e   |
| 2023  | 364 052 | 14,3  | 28 / 200 | 3e   |

### Élections au Conseil des États
| Année | Sièges  | Rang           |
| ----- | ------- | -------------- |
| 2011  | 11 / 46 | 2e             |
| 2015  | 13 / 46 | 1er (ex aequo) |
| 2019  | 12 / 46 | 2e             |
| 2023  | 11 / 46 | 2e             |